# 張子仁 (嘉靖進士)
張子仁（1524年—1590年），字安甫，號澄斋，直隸常州府無錫縣人，民籍，明朝政治人物。

## 生平
嘉靖三十四年（1555年）乙卯科應天府鄉試第五十一名舉人。嘉靖三十八年（1559年）中式己未科會試第八十五名，二甲第七十一名進士。授南京兵部主事，歷官湖广按察司佥事、分守湖南道，隆慶三年（1569年）七月升四川布政司右参议，以考察去職。萬曆二年（1574年）十一月降補为山东遼陽佥事，三年五月调任浙江，兵备嘉湖，升本省右参议，修筑浙江海盐海塘十八里，八年正月升广西副使，治古田，十年二月改补浙江金衢道副使，十三年六月陞貴州參政。

## 佚事
《萬曆野獲編》記載張子仁任職浙江時，秉公懲治前吏部尚書吳鵬舍人不法之事。

## 家族
曾祖張廷珪；祖父張守平，義官；父張烱，號小竹；母袁氏。慈侍下。子张大受、张大任。